# Tarifas de congestión de Nueva York
Las tarifas de congestión de Nueva York (Inglés: New York congestion pricing) son un sistema de cobro de tarifas o peaje urbanos a todos los vehículos que circulen por el área central comercial de Manhattan, en la Ciudad de Nueva York. El plan propuesto por el alcalde Michael Bloomberg para cobrar tarifas viales de congestión quedó atascado debido a que la ley requerida para su autorización no fue votada oportunamente por la Asamblea del Estado de Nueva York en abril de 2008. Si la propuesta hubiese sido aprobada e implantada, habría sido el primer sistema de tarifas de congestión puesto en práctica en los Estados Unidos.
En 2019, el estado de Nueva York aprobó un nuevo plan de tarifas por congestión. La tarifa de congestión está programada para comenzar en 2024 en el bajo Manhattan.

## Historia
El cobro de tarifas de congestión es uno de los componentes del plan propuesto por el alcalde de Nueva York, Michael Bloomberg, para mejorar la sostenibilidad ambiental futura de la ciudad, vinculada a una planificación del crecimiento poblaciónal.  El Plan se denomina "PlanNYC 2030: Una Nueva York más verde y más grande" (inglés: PlaNYC 2030: A Greener, Greater New York).  En julio de 2007, el poder legislativo del Estado de Nueva York archivó la propuesta, pero creó una comisión para estudiar todas las opciones disponibles para aliviar la congestión. El 31 de enero de 2008, la comisión aprobó un plan que incluye tarifas de congestión, pero con cambios menores a la propuesta original del alcalde Bloomberg, tales como la reducción del área sujeta a cobro y exonerar a los vehículos que se mantengan circulando dentro del área restringida.
La propuesta fue aprobada por el Consejo de la Ciudad de Nueva York el 31 de marzo de 2008, y el siguiente paso era la aprobación por parte del poder legislativo del estado. Si el plan hubiese sido aprobado hasta el 7 de abril de 2008, la ciudad hubiera sido elegible para recibir US$ 354 millones de ayuda federal para inversiones en transporte público que forman parte integral del plan. El 7 de abril de 2008, la Asamblea del Estado de Nueva York decidió no votar la propuesta, ya que "...la oposición es tan abrumadora,...que es mejor no tener una votación abierta en la asamblea"  dijo Sheldon Silver, el presidente de la Asamblea.
Acto seguido, el gobierno federal anunció que buscará como distribuir los fondos reservados para Nueva York para otras propuestas en otras ciudades. La posibilidad de que la Asamblea del Estado conozca de nuevo la propuesta en el futuro cercano es considerada remota, por lo que la iniciativa se encuentra estancada.

## Descripción de la propuesta
La propuesta de Nueva York es similar a los programas de tarifas de congestión ya implementados en Singapur, Londres y Estocolmo.  El programa de la ciudad de Nueva York se propuso para funcionar como un programa piloto de tres años, al final de los cuales, el Consejo de la Ciudad y la Legislatura Estatal decidirán si el programa debe ser permanente. Cuando reciba aprobación legislativa, el programa puede ser puesto en práctica en 18 meses.
El cargo propuesto se aplicaría solo de lunes a viernes entre las 06:00 - 18:00 y el peaje se pagaría solamente una vez por día. El monto de la tarifa propuesta para entrar o salir de la zona restringida es de 8,00 USD) para automóviles y vehículos comerciales, y de 21,00 USD) para camiones. Para los usuarios viajando dentro de la zona, el cargo sería de 5,00 USD) para camiones y de 4,00 USD USD)  otros tipos de vehículos. Serían exentos los autobuses de servicio público, vehículos de emergencia, taxis y vehículos con placa de discapacitados.
El control de acceso y pago de los vehículos se realizaría sin detenerse utilizando la tecnología convencional de cobro electrónico de peajes. Se utilizarían los "transponders" existentes del sistema "E-ZPass" y tecnología de reconocimiento de los números de matrícula de las placas con cámaras instaladas en los puntos de control. El sistema de monitoreo de las tarifas de congestión sería independiente del sistema existente para controlar el paso en luz roja de los semáforos. La forma de pago sería a través de débito de la cuenta del E-ZPass o débito de cuentas pre-pagadas asociadas al número de placa de cada vehículo. Para conductores sin cuenta de pago, tendrían la opción de pagar hasta 48 horas después por vía teléfono, Internet, mensajes de texto o realizando una transacción directamente en dinero en efectivo en comercios autorizados.

## Debate y polémica
La propuesta de introducir tarifas de congestión como parte del PlanNYC 2030 provocó fuertes discusiones entre políticos y grupos de interés en ambos lados del debate.  Algunos miembros del Congreso del Estado de Nueva York mostraron escepticismo sobre le plan y cuestionaron su factibilidad, sus impactos ambientales en los vecindarios cerca de los límites del área que sería restringida por el peaje urbano; sobre la falta de control del Estado sobre la propuesta del Alcalde Bloomberg; y sobre el peligro de imponer un impuesto regresivo sobre las personas que viajan todos los días para trabajar en Manhattan. Los oponentes de la medida alegan que para evitar el pago por entrar la zona restringida, los conductores estacionarán sus vehículos en los barrios inmediatamente antes de la zona con cobro. Esta situación supuestamente incentivará la creación de más áreas de estacionamiento comercial, generando así más tránsito en la zona, y en consecuencia, más contaminación ambiental en esos barrios. La instalación de cámaras de video para controlar los infractores también ha sido motivo de preocupación con respecto a posible transgresión de las libertades individuales y el derecho a la privacidad.
Otros opositores argumentan que la fijación de precios podría convertirse en un impuesto para los residentes de clase media y baja, ya que esos ciudadanos serían los más afectados desde el punto de vista económico. Otros grupos de defensa propusieron enfoques alternativos, medidas de mitigación de tráfico no intrusivas y de bajo costo o casi sin costo, como una alternativa al esquema de precios de congestión de la ciudad que también calificarían para la subvención federal. En respuesta a muchas de estas cuestiones, Bloomberg argumentó que un porcentaje significativo de personas que viajan diariamente elegirían utilizar el transporte público, y muy probablemente esa elección se extendería a todos sus viajes diarios; de este modo, habría menos automóviles en las calles tanto dentro del Distrito financiero como fuera de él.